# 村松連隊区
村松連隊区（むらまつれんたいく）は、大日本帝国陸軍の連隊区の一つ。1907年（明治40年）に設置され、新潟県の一部地域の徴兵・召集等の兵事事務を取り扱った。1925年（大正14年）に廃止された。

## 沿革
日本陸軍の内地19個師団体制に対応するため陸軍管区表が改正（明治40年9月17日軍令陸第3号）され、1907年10月1日、村松連隊区を新設し第13師管第15旅管に属した。同時に司令部を刈羽郡柏崎町に新設し事務を開始。その管轄区域は陸軍管区表（明治40年軍令陸第3号）により次のとおり定められた。管轄区域は新発田連隊区と高田連隊区から編入して形成された。
- 新潟県

長岡市・中蒲原郡・南蒲原郡・古志郡・北魚沼郡・南魚沼郡・三島郡・中魚沼郡
日本陸軍の第三次軍備整理に伴い陸軍管区表が改正（大正14年4月6日軍令陸第2号）され、1925年5月1日に村松連隊区は廃止された。旧管轄区域は二分割され、長岡市・中蒲原郡・南蒲原郡・古志郡を新発田連隊区に、それ以外は高田連隊区に編入された。

## 司令官
- 野治鉄太郎 歩兵少佐：1907年10月3日 - 1909年2月14日
- 佐々木栄次郎 歩兵少佐：1909年2月14日 - 1914年8月10日
- 村井多吉郎 歩兵中佐：1914年8月10日 - 1916年1月21日
- 原田清治 歩兵中佐：1916年1月21日 - 1917年8月6日
- 野口猪雄次 歩兵中佐：1917年8月6日 -
- 野崎茂 歩兵大佐：不詳 - 1922年8月15日[4]
- 鶴島無難太 歩兵大佐：1922年8月15日[4] -